# Emil i Lönneberga (film)
Emil i Lönneberga är en svensk långfilm från 1971 i regi av Olle Hellbom. Filmen är baserad på Astrid Lindgrens böcker om Emil i Lönneberga. I huvudrollerna ses Jan Ohlsson, Allan Edwall, Björn Gustafson, Lena Wisborg, Emy Storm och Maud Hansson. Filmen fick uppföljarna Nya hyss av Emil i Lönneberga (1972) och Emil och griseknoen (1973).
Filmerna klipptes sedan om till en TV-serie på 13 avsnitt med titeln Emil i Lönneberga, med sändningsstart 22 november 1975.

## Handling

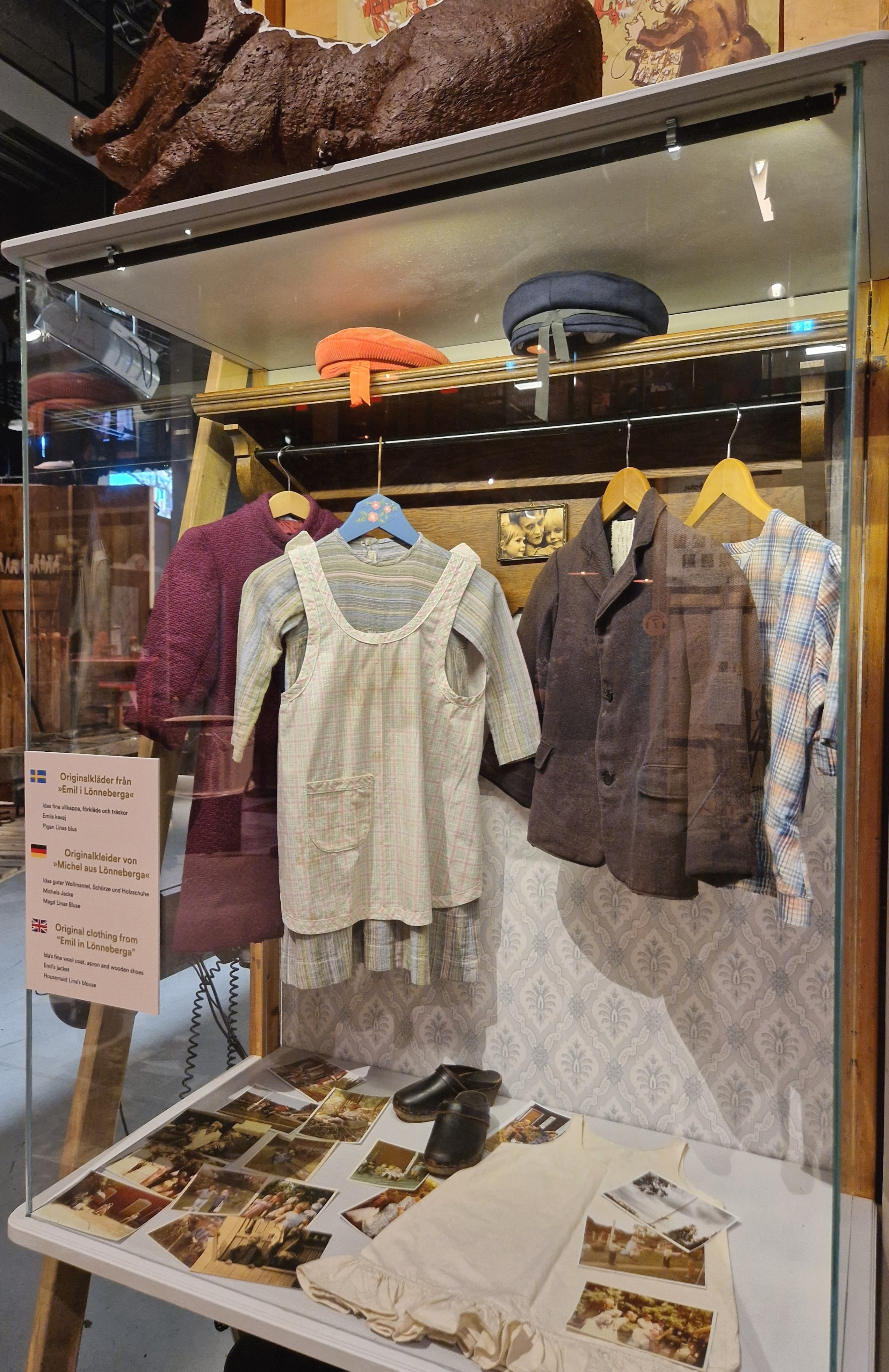
Originalkläder från Emil i Lönneberga.

Filmen utspelas i Lönneberga i Småland omkring sekelskiftet 1800/1900-talet. På gården Katthult bor Emil med sin pappa Anton, mamma Alma, lillasyster Ida, drängen Alfred (som är Emils bästa vän) och pigan Lina. På gården finns även hästarna Markus och Jullan, katten Månsan, kor, grisar och höns. 
Emil är en påhittig pojke i 6-årsåldern. Hans ständiga hyss kommer sig ofta av hans stora nyfikenhet och viljan att hjälpa till. Dessvärre drabbas oftast hans pappa Anton av hans hyss och allt som oftast får Emil tillbringa några timmar i snickarboden där han under tiden han väntar på att bli utsläppt täljer sig ytterligare en trägubbe till sin stora samling. 
När Emil inte är upptagen med att sitta inlåst i "Snickeboa", gillra råttfällor, fastna med huvudet i soppskålar, hissa upp Ida i flaggstången, gräva varggropar, ställa till med julkalas för fattighjonen eller leka sicken blås – så går han och Alfred gärna och badar i sjön.

## Rollista
- Jan Ohlsson – Emil Svensson
- Lena Wisborg – Ida Svensson
- Allan Edwall – Anton Svensson
- Emy Storm – Alma Svensson
- Björn Gustafson – Alfred, dräng
- Maud Hansson – Lina, piga
- Carsta Löck – Krösa-Maja
- Isa Quensel – Krösa-Majas röst
- Hannelore Schroth – Fru Petrell
- Marianne Nielsen – Fru Petrells röst
- Paul Esser – doktorn i Mariannelund
- Hans Lindgren – doktorns röst
- Georg Årlin – prosten
- Gus Dahlström – Stolle-Jocke, Alfreds farfar
- Ellen Widmann – kommandoran i fattighuset
- Birgitta Valberg – kommandorans röst
- Mimi Pollak – Lillklossan i fattighuset
- Hildur Lindberg – vibergskan
- Astrid Lindgren – berättare

## Musik i filmen
Musiken ur filmen blev snabbt populär och skivan med filmmusiken sålde snabbt motsvarande en Guldskiva. I januari 1979 hade albumet sålt i 250 000 exemplar och certifierades med en platinaskiva.
- "Hujedamej, sånt barn han var", musik av Georg Riedel, text av Astrid Lindgren, sjungs av Lina (Maud Hansson), signaturmelodi
- "Plank vals", musik av Allan Edwall
- "Amanda och Herman (Amanda satt med en krans i håren)", folkvisa, sjungs av Alfred (Björn Gustafson) och Lina när Emil (Jan Ohlsson) har låst in sig i snickarboden
- "Fattig bonddräng", musik av Georg Riedel, spelas på dragspel i bakgrunden när Emil har låst in sig i snickarboden
- "Oppochner-visan", musik av Georg Riedel, text av Astrid Lindgren, sjungs av Emil, på vägen till doktorn i Mariannelund
- "Mi märr ho lunker fälle mä", folkvisa, sjungs av Anton (Allan Edwall) vid ett flertal tillfällen; speciellt vid muntert humör
- "Ack Alfred, det bästa vore...", folkvisa, sjungs av Lina när hon skurar köksgolvet
- "Ett litet fattigt barn jag är", folkvisa, sjungs av de gamla från fattigstugan på stora tabberaset i Katthult
- "I dalen där som de stämt möte" (även känd som När kvällen stundar alternativt Alfred och Anna), folkvisa, sjungs av Lina när hon stryker tvätt
- "Liten visa om hurudeles livet är kort liksom kärleken", musik av Georg Riedel, text av Astrid Lindgren, sjungs av Lina när hon klär upp sig.

## Mottagande
Trots att filmen blev en biosuccé, fick filmen mestadels negativa recensioner från filmrecensenter. Där fanns annat Jan Aghed, som pratade om förljugen sörgårdsmentalitet.[källa behövs]
Filmen blev i likhet med andra Astrid Lindgren-filmatiseringar populär i Tyskland där filmen blivit en återkommande tradition vid juletid i tysk TV.